# Didelta
Didelta là một chi thực vật có hoa trong họ Cúc (Asteraceae).

## Loài
Chi Didelta gồm các loài: